# Homoeomma familiare
Homoeomma familiare är en spindelart som beskrevs av Philipp Bertkau 1880. 
Homoeomma familiare ingår i släktet Homoeomma och familjen fågelspindlar. Inga underarter finns listade i Catalogue of Life.